# 창원 북부리 팽나무
창원 북부리 팽나무(昌原 北部里 팽나무)는 경상남도 창원시에 있는 조선시대에 심은 팽나무이다. 과거부터 창원 동부마을 지역 사람들의 신목으로 마을을 지키는 노릇을 해왔던 이 나무는 2022년 드라마 <이상한 변호사 우영우>에 등장하며 우영우 팽나무라는 명칭으로 큰 인기를 끌었다. 이에 따라 실제 동부마을 팽나무에 대한 가치 및 보존에 대한 목소리가 높아지자, 문화재청에서 2022년 10월 7일 대한민국의 천연기념물로 지정했다.

## 참고 자료
- 창원 북부리 팽나무 - 국가유산청 국가유산포털